# Кампофеліче-ді-Роччелла
Кампофеліче-ді-Роччелла (італ. Campofelice di Roccella, сиц. Campufilici di Ruccedda) — муніципалітет в Італії, у регіоні Сицилія,  метрополійне місто Палермо.
Кампофеліче-ді-Роччелла розташоване на відстані близько 460 км на південь від Рима, 50 км на схід від Палермо.
Населення — 7446 осіб (2014).
Щорічний фестиваль відбувається 4 вересня. Покровитель — Santa Rosalia.

## Демографія
Населення за роками:

Станом на 1 січня 2023 року в муніципалітеті офіційно проживали 172 іноземці з 26 країн, серед них 64 громадяни країн Євросоюзу та 3 громадяни України.

## Сусідні муніципалітети
- Коллезано
- Ласкарі
- Терміні-Імерезе